# Puente Strömkarlsbron
El puente Strömkarlsbron (en sueco: Strömkarlsbron) es un puente de Suecia construido en 1908 por Erik Josephson y sirve como una barrera para las Cataratas de Trollhättan. El puente toma su nombre de la escultura hecha por Carl Eldh.

## Historia
El puente es reconocido por su escultura que lo adorna de Carl Eldh llamada Strömkarlen en conmemoración a Nixe, espíritu del agua.